# بالشی از باد
بالشی از باد (به انگلیسی: A Pillow of Winds) دومین آهنگ از آلبوم ۱۹۷۱ گروه موسیقی پراگرسیو/سایکدلیک راک پینک فلوید، فضولی است.

## موسیقی وشعر
بنابر کتابی که درباره تاریخچهٔ پینک فلوید در سال ۱۹۹۶ توسط کلیف جونز نوشته شده،گروه احساس کرد که آهنگ «یه روز از این روزها» یک آهنگ قدرتی است و برای آهنگ بعد آن نیاز به آهنگی داشتند که افراد را به حسی ملایم‌تر هدایت کند.این آهنگ یک قطعهٔ آکوستیک ملایم است که در قیاس با سایر آهنگ‌های پینک‌فلوید حالتی نامتعارف دارد و گروه آهنگ‌های در این سبک را کمتر ساخته است، اشعار آهنگ در ارتباط با عشق است و توسط راجر واترز (نوازندهٔ گیتاربیس) گروه نوشته شده است اما آهنگ توسط دیوید گیلمور ساخته شده است و وی در این اثر به نواختن اسلاید گیتار نیز می‌پردازد.

## سازندگان و نوازندگان
- ریچارد رایت - ارگ هموند
- نیک میسن - درامز، ساز کوبه‌ای
- راجر واترز -فرِت‌لِس بیس
- دیوید گیلمور - گیتار،خوانندگی،اسلاید گیتار